# Joachim (Lewicki)
Joachim, imię świeckie Joann Joakimowicz Lewicki lub Lewitski (ur. 18 marca?/30 marca 1853, zm. do 1921) – rosyjski biskup prawosławny.

## Życiorys
Ukończył seminarium duchowne w Kijowie, a w 1879 także Kijowską Akademię Duchowną, uzyskując tytuł kandydata nauk teologicznych. Został następnie zatrudniony jako wykładowca w seminarium duchownym w Rydze. 24 czerwca 1880, jako mężczyzna żonaty, został wyświęcony na kapłana i skierowany do pracy duszpasterskiej w soborze w Rydze, z zachowaniem stanowiska w seminarium. Od 1883 do 1886 był katechetą w szkole piechoty i junkrów w Rydze oraz w wyższej szkole żeńskiej. W 1886 zmarła jego żona, pozostawiając pod jego opieką trójkę dzieci: dwóch synów (Nikołaja i Aleksandra) oraz córkę, która również szybko zmarła.
28 czerwca 1893 złożył wieczyste śluby mnisze, przyjmując imię Joachim. Następnie dnia został podniesiony do godności archimandryty i mianowany rektorem seminarium duchownego w Rydze.
14 stycznia 1896 w soborze św. Izaaka w Petersburgu miała miejsce jego chirotonia na biskupa bałtskiego, wikariusza eparchii kamieniecko-podolskiej. Po roku został przeniesiony do eparchii wileńskiej i litewskiej jako biskup pomocniczy z tytułem biskupa brzeskiego. Następnie od 1900 do 1903 był ordynariuszem eparchii grodzieńskiej, zaś od 1903 do 1910 – orenburskiej. W 1910 został arcybiskupem niżnonowogrodzkim i arzamaskim, zaś w 1916 podniesiono go do godności arcybiskupiej.
Udzielał się w rosyjskim ruchu nacjonalistycznym, wspierając działalność wyznającego podobne poglądy gubernatora niżnonogrodzkiego A. Chwostowa. Miał znaczący wkład w zwycięstwie miejscowej prawicy w wyborach do IV Dumy Państwowej. Jeszcze w Orenburgu podjął działalność w Czarnej Sotni i kontynuował ją w Niżnym Nowogrodzie. 
Uczestniczył w Soborze Lokalny Rosyjskiego Kościoła Prawosławnego w latach 1917–1918. Po rewolucji lutowej nowe władze Rosji zmusiły go do złożenia rezygnacji z katedry i zabroniły mu wjazdu do Niżnego Nowogrodu. Tym samym w czasie trwania soboru został przeniesiony w stan spoczynku, jednak na mocy specjalnej decyzji soboru kontynuował udział w obradach na zasadach równych z ordynariuszami eparchii. Po zakończeniu obrad został przełożonym monasteru Nowe Jeruzalem, jednak jeszcze w tym samym roku opuścił Moskwę i zamieszkał na Krymie, gdzie żył już jego syn.
Okoliczności śmierci duchownego budzą kontrowersje. Według jednej z wersji został zabity przez nieznanych sprawców, którzy napadli na daczę jego syna pod Sewastopolem w celach rabunkowych. Według innej wersji został rozstrzelany na Krymie przez bolszewików po zajęciu półwyspu, w końcowej fazie wojny domowej w Rosji. Trzecia wersja, jakoby został powieszony na królewskich wrotach ikonostasu soboru w Sewastopolu w 1918, jest współcześnie traktowana jako mało prawdopodobna.